# 無敵ハピネス
『無敵ハピネス』は、みなみ佐智の漫画作品。「花とゆめ」（白泉社）2001年13号に掲載された。みなみ佐智の作品で、初めて「花とゆめ」に掲載された作品である。

## 物語
稲葉春日は高校1年生。全校生徒の思い出作りに貢献すべく、生徒会長として頑張っている。今日も新設校・西条高校の校庭には、春日の声が響き渡る。

## 登場人物
稲葉 春日（いなば はるひ）
西条高校生徒会会長。高校1年生。体力には自信有りの元気な女の子。圭介とは幼馴染。
他の生徒会役員のように、頭も良くなく、役に立っていないような自分が、どうして生徒会長なのか悩んでいたが、ある女生徒の会話で吹っ切れる。
板倉 圭介（いたくら けいすけ）
西条高校生徒会副会長。春日の自慢の幼馴染。春日の面倒見役。春日が好き。
長尾 渉（ながお わたる）
西条高校生徒会書記。春日からは「なっちん」と呼ばれている。日下部からのアタックに抵抗し続けている。春日が好き。
日下部 篤史（くさかべ あつし）
西条高校生徒会会計。同性愛者である。渉が好き。
鈴 真紘（すず まひろ）
西条高校生徒会総務。関西弁の、泣きボクロの美人さん。勝手に生徒の写真を撮って売って、生徒会の収入としている。